# Zoltán Székely (szermierz)
Zoltán Székely (ur. 23 lutego 1952 w Budapeszcie) – węgierski szermierz, trzykrotny medalista mistrzostw świata.
Podczas mistrzostw świata w Clermont-Ferrand w 1981 roku wywalczył indywidualnie złoty medal w turnieju szpadzistów. Na podium wyprzedził Aleksandra Możajewa z ZSRR i Elmara Borrmanna z RFN. Na tej samej imprezie Węgrzy w składzie: Ernő Kolczonay, Balázs Dénes, Zoltán Székely i László Pető zdobyli brązowy medal w zawodach drużynowych. W rywalizacji drużynowej zdobył również brązowy medal na mistrzostwach świata w Rzymie rok później.
Wystartował na igrzyskach olimpijskich w Seulu w 1988 roku, zajmując dwudzieste miejsce w szpadzie indywidualnej, a drużynowo był szósty. 
Zdobywca brązowego medalu w szpadzie na mistrzostwach Europy w Foggii (1981). 